# شبه‌جزیره گیدا
شبه‌جزیره گیدا (انگلیسی: Gyda Peninsula) یک شبه‌جزیره در شمال سرزمین کراسنویارسک کشور روسیه است.